# Lofsöngur
Lofsöngur este imnul național al Islandei.

## Versuri
Ó, guð vors lands! Ó, lands vors guð!

Vér lofum þitt heilaga, heilaga nafn!

Úr sólkerfum himnanna hnýta þér krans

þínir herskarar, tímanna safn.

Fyrir þér er einn dagur sem þúsund ár,

og þúsund ár dagur, ei meir;

eitt eilífðar smáblóm með titrandi tár,

sem tilbiður guð sinn og deyr.

Íslands þúsund ár,

Íslands þúsund ár!

eitt eilífðar smáblóm með titrandi tár,

sem tilbiður guð sinn og deyr.
Ó guð, ó guð! Vér föllum fram

og fórnum þér brennandi, brennandi sál,

guð faðir, vor drottinn frá kyni til kyns,

og vér kvökum vort helgasta mál.

Vér kvökum og þökkum í þúsund ár,

því þú ert vort einasta skjól.

Vér kvökum og þökkum með titrandi tár,

því þú tilbjóst vort forlagahjól.

Íslands þúsund ár,

Íslands þúsund ár!

Voru morgunsins húmköldu, hrynjandi tár,

sem hitna við skínandi sól.
Ó, guð vors lands! Ó, lands vors guð!

Vér lifum sem blaktandi, blaktandi strá.

Vér deyjum, ef þú ert ei ljós það og líf,

sem að lyftir oss duftinu frá.

Ó, vert þú hvern morgun vort ljúfasta líf,

vor leiðtogi í daganna þraut

og á kvöldin vor himneska hvíld og vor hlíf

og vor hertogi á þjóðlífsins braut.

Íslands þúsund ár,

Íslands þúsund ár!

verði gróandi þjóðlíf með þverrandi tár,

sem þroskast á guðsríkis braut.